# 室伏真璃
室伏 真璃（むろふし まり、1993年11月20日 - ）は、テレビ静岡の女性アナウンサー。

## 来歴・人物
静岡県伊豆市出身。静岡県立韮山高等学校を経て、東京女子大学現代教養学部人文学科を卒業。
大学時代の2014年にミス東京女子大学2014に参加し、ファイナリストに選ばれる。
2016年、テレビ静岡入社。
趣味はドラマ鑑賞、落語、御朱印集め。
ホメてみぃ～賞番組内で結婚していることを公表。

## 現在の担当番組
- ただいま!テレビ（ニュースキャスター→アシスタントMC）
- くさデカ（ナレーション）、2023年4月1日 -
- チョッと!いいタイム
- FNNテレビ静岡ニュース

## 過去の担当番組
- てっぺん静岡
- LOCO!エスパルス
- ドレみ～る